# Detlev Siegfried von Ahlefeldt
Detlev Siegfried von Ahlefeldt (* 29. September 1658; † 20. September 1714) war Herr auf Brodau und Königlicher Landrat.

## Leben

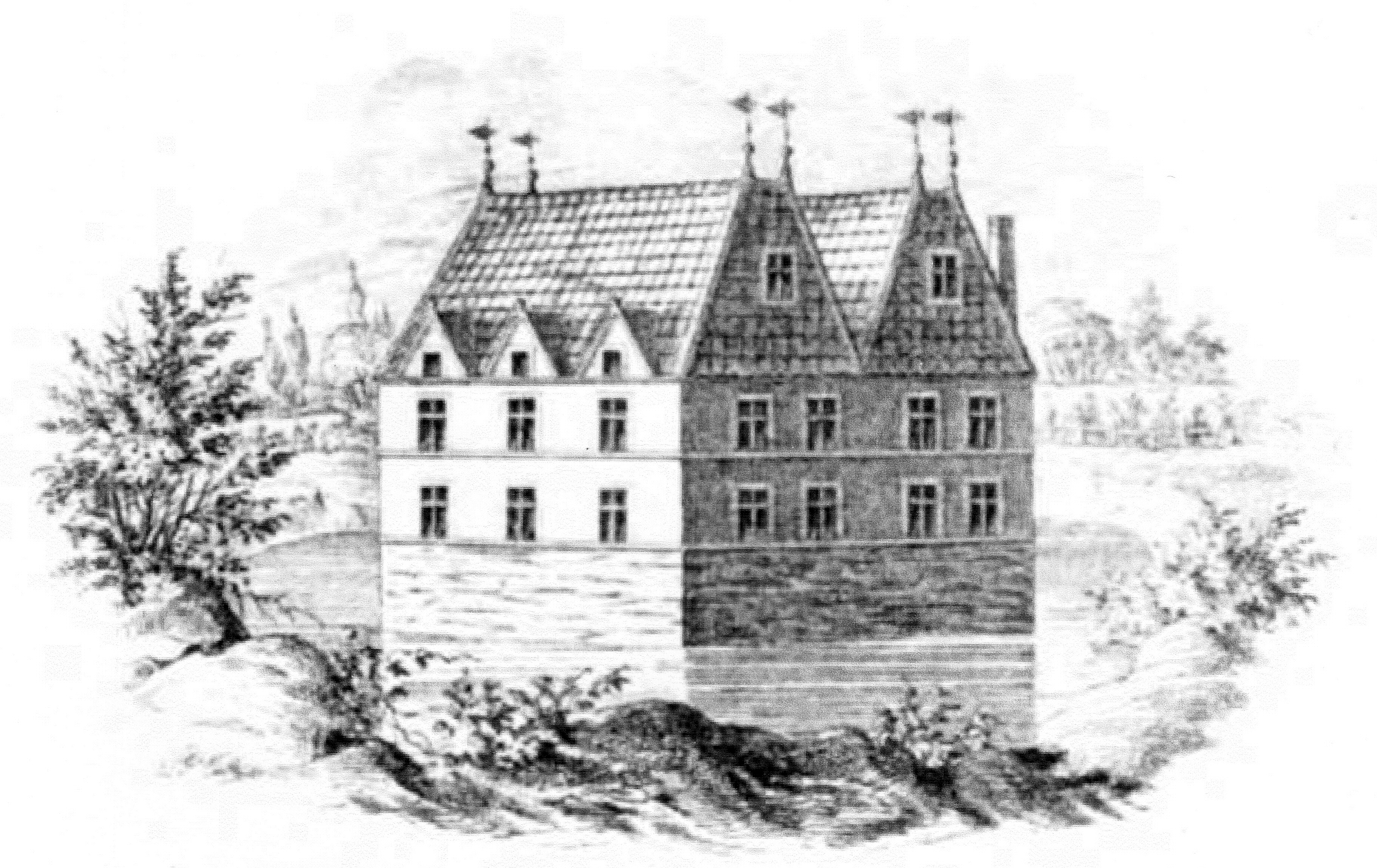
Das alte Gutshaus Brodau

Detlev Siegfried von Ahlefeldt, Herr auf Brodau war der Sohn von Detlev von Ahlefeldt wurde im Jahr 1658 geboren. Er war Königlicher Landrat und Amtmann von Oldenburg und Fehmarn. Am 24. April 1684 heiratete er Barbara Elisabeth von Holstein, geboren 6. Dezember 1669, gestorben 25. Juni 1731. Sie war die Tochter des dänischen Obristen Adam Christoph von Holstein und der Catharina Christina von Reventlow. Mit ihr hatte er sieben Kinder, unter ihnen war auch Catharina Christina, die spätere Herzogin von Schleswig-Holstein-Glücksburg und Detlev Friedrich von Ahlefeldt, dänischer Generalmajor.
Detlev Siegfried von Ahlefeldt starb am 20. September 1714 und wurde im Ahlefeldt’schen Erbbegräbnis in Alten-Krempe beigesetzt.